# 勝瀬 (海老名市)
勝瀬（かつせ、かっせ）は、神奈川県海老名市の大字。丁番をもたない単独町名。

## 地理
市内中央部に位置し、中央や国分南などの地区を間に挟んで東西2つの地域に分かれている。2013年現在、東側の地域のみ住居表示が実施されている。
東側の地域は座間丘陵の南部の高台に位置し、住宅化が進行している。一方、西側の地域は相模平野に位置し、海老名市役所など一部の建物を除いて水田が広がっている。

### 面積
面積は以下の通りである。
| 大字                   | 面積（km2） |
| ---------------------- | ----------- |
| 勝瀬（住居表示未実施） | 0.14        |
| 勝瀬（住居表示実施済） | 0.07        |
| 計                     | 0.21        |

## 歴史
もともと、「勝瀬」は神奈川県津久井郡日連村（現：相模原市緑区日連）に所在する集落（北緯35度37分0秒 東経139度10分40秒 / 北緯35.61667度 東経139.17778度）であったが、1938年（昭和13年）から始まった神奈川県の相模川河水統制事業によって作られるダム湖（現在の相模湖）に集落全戸が水没することになったため、同年時点で集落にあった住宅64戸のうち、35戸が神奈川県耕地課の斡旋で当時の高座郡海老名村に移住してきた。当時の一帯は民家は皆無で、桑畑のほかは林の広がる荒地であったという。

### 地名の由来
「勇ましい川瀬」を意味する。

### 沿革
- 1955年（昭和30年） - 高座郡海老名町大字国分から分離、単独の大字勝瀬が成立。
- 1971年（昭和46年）11月1日 - 海老名町が市制施行し、海老名市となる。
- 1989年（平成元年） - 海老名市役所が国分から西側地域に移転。
- 1993年（平成5年）2月22日 - 東側地域で住居表示実施[5]。
- 2024年（令和6年）9月30日 - 住居表示未実施地区の一部（小字小宝）が中央四丁目及び五丁目として分立[6]。

## 世帯数と人口
2023年（令和5年）1月1日現在（海老名市発表）の世帯数と人口は以下の通りである。
| 大字・町丁 | 世帯数  | 人口  |
| ---------- | ------- | ----- |
| 勝瀬       | 290世帯 | 696人 |

### 人口の変遷
国勢調査による人口の推移。
| 年                 | 人口 |
| ------------------ | ---- |
| 1995年（平成7年）  | 524  |
| 2000年（平成12年） | 472  |
| 2005年（平成17年） | 497  |
| 2010年（平成22年） | 524  |
| 2015年（平成27年） | 584  |
| 2020年（令和2年）  | 670  |

### 世帯数の変遷
国勢調査による世帯数の推移。
| 年                 | 世帯数 |
| ------------------ | ------ |
| 1995年（平成7年）  | 193    |
| 2000年（平成12年） | 184    |
| 2005年（平成17年） | 211    |
| 2010年（平成22年） | 221    |
| 2015年（平成27年） | 245    |
| 2020年（令和2年）  | 279    |

## 学区
市立小・中学校に通う場合、学区は以下の通りとなる（2022年12月時点）。
| 大字・町丁             | 番地              | 小学校                 | 中学校                 |
| ---------------------- | ----------------- | ---------------------- | ---------------------- |
| 勝瀬（住居表示実施済） | 1～10番           | 海老名市立海老名小学校 | 海老名市立海老名中学校 |
| 勝瀬（住居表示未実施） | 83～197 200～235  | 海老名市立海老名小学校 | 海老名市立海老名中学校 |
| 勝瀬（住居表示未実施） | 198～199 236～249 | 海老名市立中新田小学校 | 海老名市立海西中学校   |

## 事業所
2021年（令和3年）現在の経済センサス調査による事業所数と従業員数は以下の通りである。
| 大字・町丁 | 事業所数 | 従業員数 |
| ---------- | -------- | -------- |
| 勝瀬       | 29事業所 | 921人    |

### 事業者数の変遷
経済センサスによる事業所数の推移。
| 年                 | 事業者数 |
| ------------------ | -------- |
| 2016年（平成28年） | 22       |
| 2021年（令和3年）  | 29       |

### 従業員数の変遷
経済センサスによる従業員数の推移。
| 年                 | 従業員数 |
| ------------------ | -------- |
| 2016年（平成28年） | 237      |
| 2021年（令和3年）  | 921      |

## 主な施設

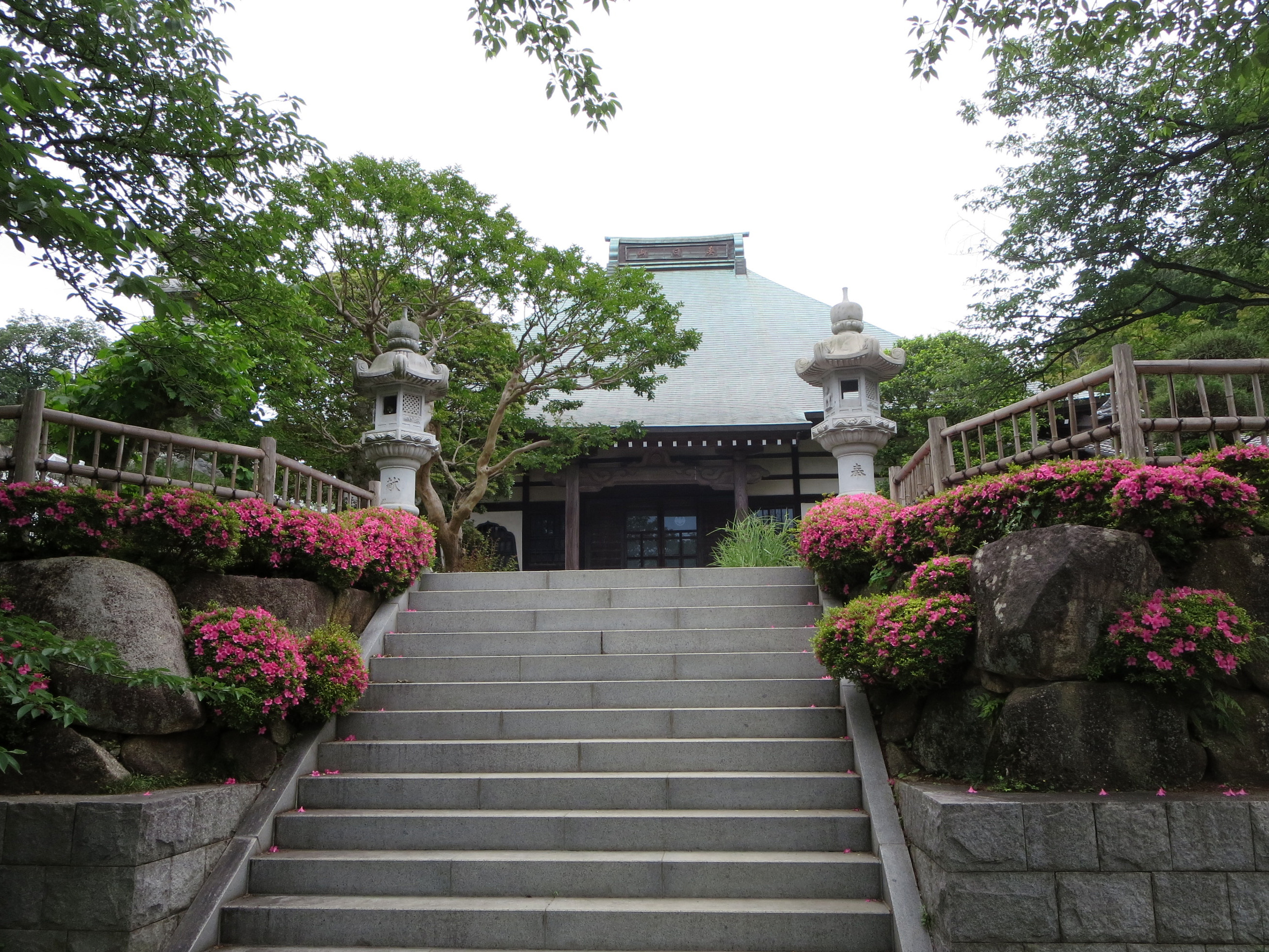
鳳勝寺

勝瀬（住居表示未実施）
- 海老名市役所

勝瀬（住居表示実施）
- 鳳勝寺
- 八坂神社
- 海老名市立勝瀬保育園
- 海老名市立勝瀬文化センター

## 交通
地内を通る鉄道路線および高速道路・国道はない。最寄の鉄道駅は海老名駅。

### 道路
一般県道
- 神奈川県道407号杉久保座間線 - 東側地域の西端を南北に走り、国分南および大谷北との境界線をなす。

### バス
西側地域では海老名市役所周辺を相鉄バス・神奈川中央交通・海老名市コミュニティバスの各路線が通り、海老名駅と各方面を結んでいる。
東側地域では北端を相鉄バス、南端を海老名市コミュニティバスの路線が通過し、それぞれ海老名駅と綾瀬市方面・市南部方面を結ぶ。

## その他

### 日本郵便
- 郵便番号 : 243-0404[3]（集配局 : 綾瀬郵便局[16]）。